# José Gabeiras Montero
José Gabeiras Montero (Ferrol, 1916 – Madrid, 2 de gener de 2005) fou un militar espanyol, Tinent General d'Artilleria de l'Exèrcit espanyol.

## Primers anys i carrera militar
Realitzà els primers estudis a la seva ciutat natal, i més tard es traslladà a Santiago de Compostel·la, on estudià els tres primers anys de Física i Química. Durant aquesta etapa formativa, practicà molts esports, arribant a formar part de la selecció nacional d'hoquei herba.
El 1934, ingressà a l'Acadèmia d'Artilleria de Segòvia, on es graduà el 1936, coincidint amb el començament de la Guerra Civil espanyola. Es va incorporar al bàndol nacional i, en el transcurs de la guerra, ascendí a tinent. En acabar la contesa, s'enrolà voluntari a la Divisió Blava per lluitar contra el comunisme a la Segona Guerra Mundial. Posteriorment, desenvolupà llocs d'importància a l'exèrcit.
Va comandar el Regiment d'Artilleria núm. 13 de Getafe i també exercí la docència militar, com a professor de l'Acadèmia d'Artilleria, i també de l'Escola d'Estat Major, on arribà a ser cap d'estudis. El 1973 fou promogut a General de Brigada i ascendí meteòricament a General de Divisió el 1976, al final de la dictadura del General Franco. El 1977, ja amb la democràcia, fou nomenat Secretari d'Estat per afers de la Defensa, càrrec que desenvolupà des del seu paper de militar. El 18 de maig de 1979, va ser nomenat tinent general d'Artilleria i Cap de l'Estat Major de l'Exèrcit, càrrec que desenvolupà fins al 1982, des d'on passà a la reserva activa, tancant una vida laboral completament dedicada a l'exèrcit.

## 23-F
La seva actuació més coneguda és haver estat la intel·ligència de facto del desmantellament del cop d'estat del 23 de febrer de 1981 a Espanya. El general Gabeiras (aleshores Cap de l'Estat Major de l'Exèrcit), junt amb el rei Joan Carles I, el seu conseller Sabino Fernández Campo (també general de l'exèrcit) i el Director de la Seguretat de l'Estat en aquells temps Francisco Laína, foren els quatre protagonistes que provocaren el fracàs colpista. Gabeiras fou l'encarregat de recollir la rendició del tinent coronel Antonio Tejero, a la porta del Congrés dels Diputats, signant la ja famosa rendición del capó, anomenada així per haver-se signat sobre el capó d'un vehicle militar contenint les condicions de la rendició dels més de 200 guàrdies civils que havien retingut el ple del Congrés dels Diputats durant més de 24 hores.

## Reconeixements i darrers anys
El 1984, el rei Joan Carles I, li imposà la medalla de la Gran Creu de Carles III, pel seu comportament exemplar en tota llur carrera professional. A més, estava en possessió de la Gran Creu de l'Orde del Mèrit Militar, de la Gran Creu del Reial i Militar Orde de Sant Hermenegild i de la Creu Roja del Mèrit Militar.
El 2002 es retirà de la seva vida pública, tornant a la seva Galícia nadiua. Els últims anys de la seva vida, els passà a la seva llar d'Ares, a la comarca de Ferrolterra, lluitant –paradoxalment- per fer escoltar la veu dels veïns afectats per la ubicació d'una controvertida planta gasificadora a la ria de Ferrol i ho va fer des de la presidència d'honor de la plataforma veïnal.
Tanmateix, va morir a Madrid el 2005.